# حلمي فودة
حلمي فودة ( 14 مايو 1963-)، ممثل ومسرحي مصري.

## حياته
تخرج من المعهد العالي للفنون المسرحية عام 1987، اشتهر بادائه للأدوار الدينية في الدراما المصرية. تعتبر انطلاقته الحقيقية من مسلسل الفرسان الذي جسد فيه شخصية الأمير قلاوون، فيما بلغ القمة في مسلسل نسر الشرق من اخراج المخرج الكبير حسام الدين مصطفي الذي أدى فيه دور صلاح الدين الأيوبي. وله كثير من الأعمال منها ما هو ديني ومنها ما هو دون ذلك.
قدم العديد من الأدوار المسرحية علي مسرح الدولة في مصر، وشغل منصب مدير مسرح الشباب وتولى إدارة مسرح السلام بشارع القصر العيني 

## تمثيل

### مسلسلات
- صدق رسول الله (الإمام البخارى) 2018
- ولاد تسعة 2017
- طاقة القدر 2017
- وضع أمنى 2017
- قضاة عظماء 2016
- أهل الهوى 2013
- خيبر 2013 مرحب بن الحارث
- نابليون والمحروسة 2012
- سامحنى يا زمن 2010 مدحت
- سقوط الخلافة 2010 حسن شركس
- مملكة الجبل 2010
- مذكرات حرامى 2009 عباس
- إمرأة في شق الثعبان 2007 عز
- جامعة بابا 2007

- العندليب حكاية شعب 2006 الملحن كمال الطويل
- ولم تنس أنها امرأة 2006
- راجعلك يا إسكندرية 2005
- ينابيع الهدى 2004
- فريسكا 2004
- الامام النسائى 2004
- زمن عماد الدين 2002 الشيخ شيبوب
- القاهرة 2000 2000
- أحلام مؤجلة 1999

- نسر الشرق ج1، 2 1997، 2000 صلاح الدين
- أبو حنيفة النعمان 1997
- اللص الذي أحبه 1997
- ذو النون المصري 1997
- من الذي لا يحب فاطمة 1996
- الأبطال ج1 1996
- الحفار 1996
- الإمام ابن حزم 1995

- القضاء في الإسلام ج5 1995
- الفرسان 1994 مملوك لأقطاي
- عصر الأئمة 1994
- الوعد الحق 1993
- حبيبى الذى لا أعرفه 1989
- الأنصار 1986
- اللعبة الخطرة
- مغامرات عامر و علاء

- هذا صحيح و هذا خطأ
- أئمة الهدى
- دعاة الحق
- ايات و حكايات
- غزوة بدر الكبري
- الامام مسلم
- إثنين .. إثنين
- عباد الرحمن

### أفلام
- 2022: ساحر النساء.
- 2017: مولانا.
- 2010: عصافير النيل
- 2004: يوم الكرامة.
- 1989: الإرهاب.

### أخرى
- العمى إذاعي 2012 دكتور إيجاس
- البنسيون سيت كوم 2012 (لم يعرض بعد)
- سلطه بلدى سيت كوم 2010

- اللعب مع السادة مسرحية 2009 عنترة بن شداد
- اللقاء المستحيل تمثيلية 1994
- الملف مسرحية 1900
- باب الشعرية مسرحية
- بين الفقه والجمال والسياسة سهرة تلفزيونية
- الابن الأكبر مسرحية